# Politikens filmjournal 105
|  | Denne artikel er oprettet af botten Steenthbot ud fra en ekstern database. Den kan derfor have sproglige fejl eller mangler. Denne skabelon kan fjernes efter kontrol af indholdet. |

Politikens filmjournal 105 er en dansk dokumentarisk optagelse fra 1951.

## Handling
1) Fiskeriudstilling i Forum i København. Statsminister Erik Eriksen og fiskeriminister Knud Reé besøger udstillingen.

2) Delfin som drivkraft for vandskiløber i USA.

3) Rejsegilde på "Marshall-hotellet", "Kystens Perle" i Snekkersten. Osvald Helmuth er med.

4) Hiroshima seks år efter atombomben. Mand fremviser sår. Mindehøjtidelighed og genopbygning.

5) Deltagere i verdensungdomsfestivalen i Østberlin tager til Vestberlin, hvor de bliver bespist og underholdt af amerikanske soldater.

6) Helikoptertur over Paris.

7) Den spanske rideskole fra Wien giver opvisning på Christiansborg Ridebane.

8) Bombefly styrtet ned i beboelsesejendom i Seattle.

## Medvirkende
- Osvald Helmuth
- Erik Eriksen